# Bruxelles-Liège
Bruxelles-Liège est une course cycliste belge d'Indépendants, disputée de 1903 à 1978 entre la Capitale belge et la ville de Liège, située en Wallonie.
En 1903, 1910, 1911, 1914 et 1978, cette course était ouverte aux amateurs ; et en 1939, 1941 et 1943, ouverte aux professionnels. En 1943, les cyclistes belges n'étaient pas soumis au Service du Travail Obligatoire.   

## Palmarès
| Année         | Vainqueur               | Deuxième               | Troisième                         |
| ------------- | ----------------------- | ---------------------- | --------------------------------- |
| 1903 Amateurs | Marcel Cadolle          | Lambert Lumey          | Toussaint Servais                 |
| 1910 Amateurs | Paul Deman              | Charles Deruyter       | François Dubois                   |
| 1911          | Jacques Coomans         | Joseph Van Daele       | Dieudonné Gauthy                  |
| 1911 Amateurs | Hubert Martinussen      | Corneille Magnée       | Jean Martinussen                  |
| 1912          | Dieudonné Gauthy        | Pierre Roland          | Hubert Noël                       |
| 1913          | Lucien Buysse           | Edmond Remy            | Alphonse Fonson                   |
| 1914          | Guillaume Maquoi        | Émile Masson           | Guillaume Nyssen                  |
| 1914 Amateurs | Cor Blekemolen          | Jean Latham            | Paul Ghaye                        |
| 1919          | René Vermandel          | Guillaume Maquoi       | Aimé Baudoux                      |
| 1920          | Arthur Van Branteghem   | André Casterman        | Nestor Rosart                     |
| 1921          | Léon Luites             | Adelin Benoît          | Edmond Van Huyneghem              |
| 1922          | Maurice De Waele        | Léon Luites            | Alfred Mottard                    |
| 1923          | Adelin Benoît           | André Casterman        | Theodore Arvent                   |
| 1924          | August Mortelmans       | Omer Taverne           | Jan Mertens et Charles Mondelaers |
| 1925          | Charles Mondelaers      | André Verbist          | Léon Martin                       |
| 1926          | Joseph Van Dam          | Charles Meunier        | Lode Muller                       |
| 1927          | Leon Briskot            | Alexis Macar           | Jules Hendrickx                   |
| 1928          | Émile Joly              | Ernest Mottard         | Georges Laloup                    |
| 1929          | Georges Laloup          | Jean Wauters           | Marcel Houyoux                    |
| 1930          | Aloïs Meerschaert       | Marcel Houyoux         | Odiel Van Eenoghe                 |
| 1931          | Edmond Roba             | Georges De Witte       | Alfons Ghesquière                 |
| 1932          | Alfons Corthout         | Joseph Vanderhaegen    | Louis Hardiquest                  |
| 1933          | Edgard De Caluwé        | Albert Devolder        | Frans Gahy                        |
| 1934          | Éloi Meulenberg         | Léon Dermaux           | Jan Vandenberghen                 |
| 1935          | Marcel Kint             | Antonio Fabris         | Raymond Gouverneur                |
| 1936          | Adelin Van Simaeys      | Émile Dumont           | Justin Ketelslegers               |
| 1937          | François De Donder      | Flor Van der Veeren    | Albert Dubuisson                  |
| 1938          | Cees Bronger            | Sebastien D'Hont       | Marinus Buuron                    |
| 1939          | Eugène Kiewiet          | Frans Van Hellemont    | Frans Ryckers                     |
| 1939 Pro      | Robert Wierinck         | Hector Lanssens        | Philémon De Meersman              |
| 1940          | Roger Dujardin          | Jan Meulemans          | Roger Cnockaert                   |
| 1941 Pro      | Achiel De Backer        | Louis Van Espenhout    | Leopold De Smaele                 |
| 1943 Pro B    | Valère Ollivier         | Michel Remue           | Désiré Stadsbader                 |
| 1945          | Karel De Backer         | Louis Prairie          | Albert Van Hecke                  |
| 1946          | Florent Mathieu         | Albert Anutchin        | Raymond Impanis                   |
| 1947          | Marcel Verschueren (nl) | Daniel Taillieu        | Adolphe Biarent                   |
| 1948          | Jean Bolly              | Roger Van Remoortel    | Maurice Holsbeek                  |
| 1949          | Roger Van Remoortel     | Alex Close             | Gabriel Sieuw                     |
| 1950          | Léon De Lathouwer       | Henri Tytgat           | Lucien Deman                      |
| 1951          | Alois De Hertog         | Gilbert Vermote        | Karl Fischer                      |
| 1952          | Roger Debeule           | Leopold Delcourt       | Henri Denys                       |
| 1953          | Marcel Janssens         | Petrus Lowie           | Martin Van Geneugden              |
| 1954          | Joseph Planckaert       | André Auquier          | Buddy De Munster                  |
| 1955          | Willy Schroeders        | Jef Verhelst           | Jules Mertens                     |
| 1956          | Julien Schepens         | Noël Foré              | Maurice Meuleman                  |
| 1957          | Norbert Verougstraete   | Georges Volckaert      | Robert Hubar                      |
| 1958          | Roger Vindevogel        | Eddy Pauwels           | Guillaume Van Tongerloo           |
| 1959          | Frans Dewitte           | Alfons Hermans         | Marcel Ongenae                    |
| 1960          | Étienne Debaar          | Victor Desmeth         | Lode Troonbeeckx                  |
| 1961          | Ludo Janssens           | Albert Delahaye        | Albert Van D'Huynslager           |
| 1962          | René Thyssen            | Georges Vandenberghe   | Martin Van Den Bossche            |
| 1963          | Edward Sels             | Martin Van Den Bossche | Gerard Vastiau                    |
| 1964          | Jos Huysmans            | Jozef Timmerman        | Victor Van de Wiele               |
| 1965          | Roger Swerts            | Noël Van Clooster      | Roger Blockx                      |
| 1978 Amateurs | Maurice Van Heer        | Paul Jesson            | Alain Jamart                      |